# 西頭圍
西頭圍（英語：Sai Tau Wai，可直譯為「West End Wai」）是一條位於香港元朗區橫洲的鄉村。該村於舊時很可能為一條圍頭人聚居的圍村，但未被證實。

## 行政區劃
西頭圍是新界小型屋宇政策下其中一條認可鄉村，亦為屏山鄉事委員會中37個鄉村代表之一。在選舉劃分上，該村被劃為屏山北選區。

## 外部連結
- 居民代表選舉橫洲西頭圍（屏山）的劃定現有鄉村範圍（2019至2022年） （页面存档备份，存于）
- 古物諮詢委員會「1444幢歷史建築物簡要」：橫洲西頭圍4號，7號A及123約，WCL132地段 （页面存档备份，存于）（圖片 （页面存档备份，存于））
- 古物諮詢委員會「1444幢歷史建築物簡要」：橫洲西頭圍神廳[]（圖片 （页面存档备份，存于））

22°27′11″N 114°01′33″E / 22.452931°N 114.025916°E